# Němčice, Kroměříž
Němčice là một làng thuộc huyện Kroměříž, vùng Zlínský, Cộng hòa Séc.